# Aoulef
Aoulef (in arabo: علُف أو أوليف) è una città dell'Algeria. Si trova nella regione del Tidikelt e nella provincia di Adrar più precisamente a 245 km dalla città di Adrar e a 100 km da Reggane.